# 이미경 (1958년)
이미경(본명:미경 리, 영어: Mie Kyung Lee, 1958년 4월 8일 ~ )은 대한민국에서 활동하는 미국의 기업인으로 CJ그룹의 부회장이다. 영화 제작시에는 미키 리(영어: Miky Lee)라는 예명으로 활동한다. 버락 오바마 미국 대통령에게 거액의 정치자금을 기부하는 등 정치 성향은 친민주당 성향으로 알려져있다.

## 개요
하버드 대학교에서 공부하던 시절 한국에 대한 열악한 인식을 접하면서 '훌륭한 한국의 문화 콘텐츠를 바탕으로 외국 사람들에게 한국을 제대로 알려야겠다’고 다짐했다. 1995년 제일제당의 드림웍스 설립 투자 협상을 성공적으로 이끌어 드림웍스의 자본금 30%에 해당하는 3억 달러를 제일제당이 투자했고, 드림웍스 영화의 아시아 배급권을 얻은 것이 이후 콘텐츠 사업의 밑바탕이 되었다. 영화 제작과 투자, 멀티플렉스를 통한 배급 분야로 발을 넓혀 CJ E&M 경영에 활발하게 참여했다. 1993년 음악 채널 엠넷으로 시작한 방송 사업을 이끌며 《슈퍼스타K》 등을 성공시켰고, 한류마켓 페스티벌 KCON을 추진했다.
봉준호 감독의 《마더》, 《기생충》, 박찬욱 감독의 《박쥐》, 《친절한 금자씨》, 《싸이보그지만 괜찮아》, 김지운 감독의 《좋은 놈, 나쁜 놈, 이상한 놈》 등 영화 총제작자 혹은 책임 프로듀서로 참여했다.
박근혜 정부 시절 국정원 보고서에서 '친노의 대모'로 지목하고 조원동 경제수석비서관이 퇴진을 압박하기도 했다.
2022년 국제 에미상 공로상 수상자로 선정되는 명예를 가졌다. 그리고 아카데미 영화 박물관의 필러상(Pillar Award)을 수상받았다.

## 가족 관계
- 할아버지 : 이병철 (1909 ~ 1987)
- 할머니 : 박두을 (1907 ~ 1999)
  - 아버지 : 이맹희 (1931 ~ 2015)
  - 어머니 : 손복남 (1934 ~ 2022)
  - 외숙부 : 손경식 (1939 ~ )
    - 前 배우자 : 김석기 (1957 ~ )
    - 동생 : 이재현 (1961 ~ )
      - 조카 : 이경후 (1985 ~ )
      - 조카 : 이선호 (1990 ~ )

    - 동생 : 이재환 (1962 ~ )
      - 조카 : 이소혜 (1994 ~ )
      - 조카 : 이호준 (2001 ~ )

## 학력
- 경기여자고등학교 졸업
- 서울대학교 가정관리학 학사
- 하버드대학교 대학원 동아시아지역학 석사
- 푸단대학교 대학원 중국역사학 박사

### 명예 박사 학위
- 숙명여자대학교 명예경영학 박사

## 경력
- 1994년 : 삼성전자 미국법인 삼성아메리카 이사
- 1995년 : CJ제일제당 입사
- 1998년 : CJ엔터테인먼트 멀티미디어 사업부 이사
- 1999년 : CJ엔터테인먼트 사업부 상무보
- 1999년 12월 : CJ엔터테인먼트 상무이사
- 2002년 : CJ엔터테인먼트 사업부 상무
- 2005년 : CJ아메리카 부회장
- 2005년 : CJ미디어 부회장
- 2005년 : CJ엔터테인먼트 부회장
- 2006년 : 세계여성상 경영부문
- 2007년 : 예술의 전당 부회장
- 2011년 ~ 현재 : CJ그룹 부회장
- CJ E&M 총괄 부회장
- 2017년 7월 ~ : 미국 영화예술과학아카데미(AMPAS) 회원
- CJ ENM 총괄 부회장
- CJ제일제당 부회장
- CJ대한통운 부회장
- CJ CGV 부회장
- 2020년 9월 ~ : 미국영화예술과학아카데미 아카데미상 박물관 이사회 부의장

## 수상
- 1997년 : 다보스 세계경제포럼 차세대 리더 100인
- 2005년 ~ 2015년 대중문화 파워리더 30 2005년(2위) 2006년~2010년(1위)[12] 2011년~2012년(2위)[12] 2013년~2014년(1위) 2015년(5위)[13]
- 2006년 : 세계여성상 경영부문[14]
- 2007년 : 한국능률협회 한국의 경영자상[15]
- 2012년 : 포브스 아시아 파워 여성기업인 50인[16]
- 2014년 : 포브스 아시아 파워 여성기업인 50인[17]
- 2014년 : 크로아티아 정부 훈장(Red Danice hrvatske s likom Blaza Lorkovica)[18]
- 2018년 : 세계은행 ‘여성기업가기금 리더십 그룹’ 선정[19]
- 2020년 : 버라이어티 Variety 세계 엔터테인먼트 리더 500
- 2020년 : 할리우드리포터 올해의 국제 프로듀서
- 2022년 : 서울대총동창회 제24회 관악대상
- 2022년 : 제50회 국제 에미상 공로상
- 2022년 : 아카데미 뮤지엄 갈라 아이콘 어워드 필러 상
- 2022년 : BBC 올해의 여성 100인
- 2022년 : 할리우드리포터 엔터테인먼트 여성 파워 100인
- 2023년 : 2023 대한민국 콘텐츠 대상 시상식 금관문화훈장
- 2023년 : 할리우드리포터 엔터테인먼트 여성 파워 100인
- 2024년 : 대서양협의회 세계시민상
- 2024년 : 할리우드리포터 엔터테인먼트 여성 파워 100인

## 같이 보기
- 대한민국 영화